# Лурье, Самуил Викторович
Самуил Викторович Лурье (литературный псевдоним Страшунский; 1872, Киев — 1944) — русский  издатель и журналист, основатель и главный редактор журнала «Сине-Фоно», пионер русской киножурналистики.

## Биография
В 1907 году учредил в Москве журнал «Сине-Фоно», посвящённый «синематографии, говорящим машинам и фотографии» (первый номер вышел 1 октября 1907 года, издание продолжалось до мая 1918 года), публиковался в каждом номере журнала. В 1914 году представлял журнал на первой международной синематографической выставке в Гамбурге.
Он выпустил справочники «Календарь-синематограф» на 1910-й и 1911-й годы, занимался прокатом фильмов и представлял интересы ряда кинофирм. С. В. Лурье был инициатором первого съезда кинодеятелей России (1911) и тогда же пытался учредить профессиональный союз киномехаников, известный как «Центральное московское общество механиков-демонстраторов».
После Октябрьской революции участвовал в организации «Союза кинослужащих». В советское время служил в подразделениях «Госкино», «Межрабпом-Русь», «Совкино» и на «Мосфильме».
С 21 октября 1926 года по 13 августа 1937 года был репрессирован как враг народа (дело № 2102).
Самуил Лурье проживал в Москве, по адресу Тверская-Ямская 1-я улица,31—6. Член Московского общества драматургов, писателей и композиторов (МОДП).

## Семья
- Жена — Роза Моисеевна Хазанова.
  - Сын — Виктор Самуилович Лурье (10 октября 1908, Москва — 9 октября 1995, Омск), композитор, педагог и музыкальный критик, заведующий музыкальной частью омского ТЮЗа.[3]